# Martina Pechová
Martina Pechová (Praga, 31 ottobre 1977) è un'ex cestista ceca.

## Carriera
Con la Rep. Ceca ha disputato tre edizioni dei Campionati europei (1997, 1999, 2001).